# سینما سپهر (ساری)
سینما سپهر ساری یک سینما در شهر ساری، ایران است.
این سینما که در سال ۱۳۴۲ تأسیس شده هم‌اکنون متعلق به حوزه هنری می‌باشد و دارای ۲ سالن است.